# Теклюевское
Теклюевское (Редикорское) — озеро на севере Пермского края, Россия. Площадь озера — 2,72 км².
Код объекта в государственном водном реестре — 10010100211111100001570.
Расположено на юго-западе Красновишерского района, в левобережной пойме реки Вишера, примерно в 2 км к югу от озера Губдорское и в 1 км к северу от озера Дикое. Абсолютная отметка уреза воды составляет 109,8 м. Представляет собой старичный водоём, имеет подковообразную форму. Связано протокой с рекой Вишера. Максимальная глубина составляет 3,5 м.
Правый берег иловый, левый — песчаный. Дно неровное. Ближайший населённый пункт — село Редикор, расположено на противоположном берегу Вишеры.
Является одним из крупнейших мест нереста рыбы в Пермском крае. Здесь водится налим, лещ, щука, окунь, жерех, чехонь, плотва, линь и др.